# Place Victor-Hugo (Grenoble)
Pour les articles homonymes, voir Victor Hugo (homonymie).
La place Victor-Hugo est une place publique de la commune française de Grenoble, dans le département français de l'Isère en région Auvergne-Rhône-Alpes.

## Situation et accès
La place est située dans l'hyper-centre de Grenoble.
En partant du nord, puis dans le sens des aiguilles d'une montre, la place donne accès aux voies suivantes, selon les références toponymiques fournies par le site géoportail de l'Institut géographique national. 
- Nord : boulevard Édouard-Rey / rue Molière.
- Est : rue Corneille.
- Sud-est : boulevard Agutte-Sembat / rue de Bonne.
- Sud : rue Paul-Bert / rue Béranger / rue Lamartine.
- Ouest : rue Vauban.
- Nord-ouest : rue du Docteur-Mazet / avenue Alsace-Lorraine.

La place, positionnée à proximité de la zone piétonne de la ville, est au cœur de la zone commerciale du centre-ville. Elle est accessible aux passants depuis n'importe quel point de la ville.
Transport public
La place est principalement desservie par les lignes A et B et D du réseau de tramway de l'agglomération grenobloise. La station la plus proche (située au nord de la place) porte également le nom de Victor Hugo.

## Origine du nom
Cette place est dédiée à l'écrivain français Victor Hugo (1802-1885), mort l'année de la création du lieu par la mairie de Grenoble.

## Historique

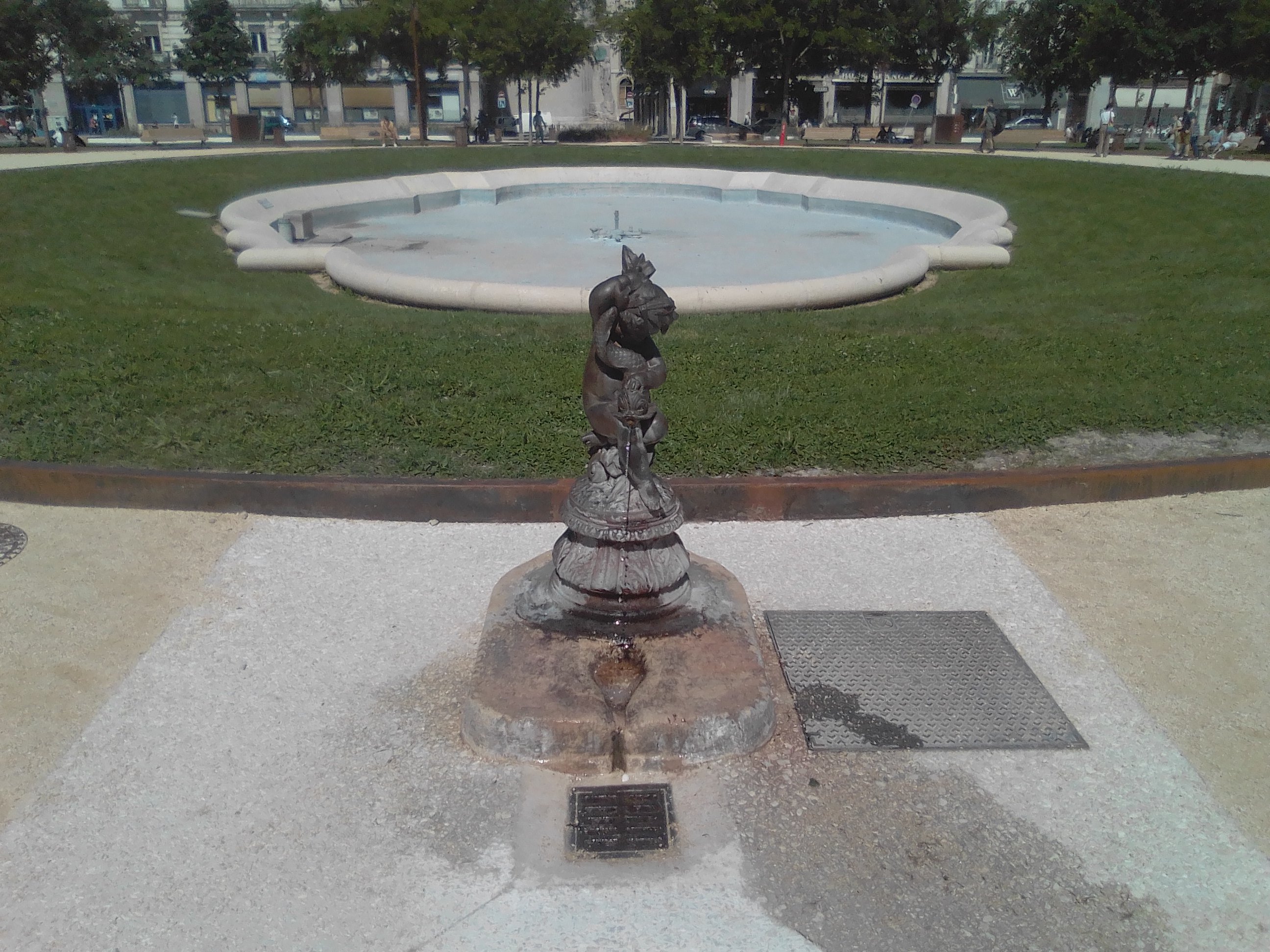
Bassin et fontaine de la place Victor-Hugo en 2021.

Avant la création de la place, le site était occupé par les anciennes casernes de Bonne et par l'ancien rempart qui la traversait. Le déplacement de cette caserne et la démolition de l'enceinte Haxo entraîna l'expansion des constructions urbaines de type haussmanien et la création de cette place à la fin du XIXe siècle. Le maire de l'époque, Édouard Rey, fit implanter cette belle place carrée qui devait être entourée d’immeubles modernes. Cependant, lors de la première vente aux enchères publiques des terrains de la place en 1885, il n’y eut pas d’acquéreur, les Grenoblois trouvant la place trop excentrée. La mairie dut donc organiser une deuxième vente aux enchères en baissant les prix.
Durant la Belle Époque, les Grenoblois prennent l’habitude de fréquenter la place où de nombreux concerts étaient donnés et de nombreux cafés-concerts ouvrirent leurs terrasses. On peut noter la présence, à cette époque du Grand Café de Russie qui donnait des opérettes, du Grand Café Glacier qui présentait un théâtrophone lié au Théâtre de Lyon et enfin du Grand Café Burtin. La chanson, La Caissière du Grand Café, très populaire après la Première Guerre mondiale et créé par le comique troupier Bach, natif de la région, évoque, selon l'historien Paul Dreyfus (1923-2017), auteur d'un ouvrage sur les rues de Grenoble, la caissière de ce fameux café, fait confirmé par l'historien grenoblois Claude Muller dans son livre Grenoble autrefois. Depuis 2016, la place est le site d'une course des garçons de café.
Durant le premier trimestre 2021, la ville de Grenoble entreprend  de gros travaux d'aménagement de la place en reprenant l'aménagement des sols, la végétalisation du secteur et la présentation générale (accès, bancs, etc.).

## Bâtiments et sites remarquables

### Immeubles
- No 8 : Cet immeuble est le plus ancien de cette place et fut érigé par le pharmacien Auguste Vincent qui y installa son officine en 1885, lançant ainsi la création de cette place, au niveau architectural. Définitivement fermée en 1955, il s'agissait de la deuxième plus ancienne pharmacie de Grenoble, après celle de la place Notre-Dame. Les  moulures et des œuvres en fer forgé des balcons encore visibles dans les années 2000 présentent sont d'origine[8].

### Monuments
- Statue d'Hector Berlioz (1953) :

Cette statue en bronze est érigée vers la fin novembre 1953, en présence de nombreuses personnalités telles que le ministre de l’Éducation nationale André Marie et l’ambassadeur du Danemark.
- Monument au général de Léon de Beylié (1913) :

La statue ne représente pas la personne en question mais le médaillon en bronze qui évoque ce général est dû au sculpteur Léon-Ernest Drivier.

## Principales enseignes commerciales
Le café restaurant Le Palais, l'hôtel d'Angleterre, ainsi qu'une pharmacie, une bijouterie, de nombreux magasins de vêtements et de modes, ainsi que des agences bancaires sont situés sur cette place très animée en raison de la présence de marchands ambulants. Avec la place Grenette voisine, la place Victor-Hugo est le principal site du marché de Noël de la ville de Grenoble, composé d’une multitude de petits chalets de montagne.
Le Grand café était positionné à l'angle de la place et du boulevard Édouard-Rey. Il a été remplacé par une enseigne de restauration rapide.